# Столыпино (Пензенская область)
Столыпино — село в Никольском районе Пензенской области, центр Усовского сельсовета.

## География
Село расположено в 4 км к северо-западу от районного центра Никольск.

## История
Основано на землях, полученных по отказной книге от 26 ноября 1692 года дворянину Селиверсту Столыпину в Пензенском уезде, «за рекою Сурою, на речках Вергазе да на Маисе и Ночке», где до 1698 года он построил село Архангельское. В дальнейшем оно именовалось «Архангельское, Столыпино тож».
В селе с 1812 до 1814 год жил государственный деятель Николай Семёнович Мордвинов, где он выдал свою дочь замуж за владевшего селом сенатора Аркадия Алексеевича Столыпина.
Село имело церковь, винокуренный завод, фабрику деревянных изделий (на 1877 год).
В 1938 г. постановлением президиума ВЦИК селение Столыпино переименовано в Междуречье. В 1966 году в селе был организован совхоз «Дальний», имевший в своём распоряжении 6434 га сельхозугодий, в том числе пашни 5134 га. Совхоз специализировался на мясном и молочном животноводстве, производстве картофеля, семеноводстве многолетних трав.
Историческое название возвращено селу постановлением правительства РФ от 24 марта 2007 года № 180.

## Население
| 1748  | 1782  | 1864  | 1877  | 1897  | 1911  | 1926  |
| ----- | ----- | ----- | ----- | ----- | ----- | ----- |
| 320   | ↗1328 | ↘1313 | ↘1256 | ↗1289 | ↗1781 | ↗1923 |
| 1930  | 1939  | 1959  | 1979  | 1989  | 1996  | 2002  |
| ↗2081 | ↘1500 | ↘1113 | ↗1157 | ↘1114 | ↗1186 | ↘1147 |
| 2010  |       |       |       |       |       |       |
| ↘1084 |       |       |       |       |       |       |

Численность населения: в 1864—1313, 1877—1256, 1897—1289, 1926—1923, 1930—2081, 1959—1113, 1979—1157, 1989—1114, 1996—1186, 2004—1140 жителей.

## Уроженцы
В селе Столыпино родился Герой Советского Союза Константин Михайлович Бирюков.